# Lyonsiella pipoca
Lyonsiella pipoca is een tweekleppigensoort uit de familie van de Lyonsiellidae. De wetenschappelijke naam van de soort is voor het eerst geldig gepubliceerd in 2010 door Oliveira & Absalão.